# Manoir du Sergent de la Seigneurie de Peillac
Le manoir du Sergent de la Seigneurie de Peillac est un édifice situé à Guer en France.

## Localisation
Le manoir est situé sur le territoire de la commune de Guer, au lieu-dit le Vauniel, dans le département du Morbihan en région Bretagne.

## Description
Le manoir date des XVIe et XVIIIe siècles. Édifice à un étage carré construit en  moellons sans chaîne en pierre de taille de schiste. Toiture à longs pans recouverte d'ardoises, pignon couvert.

## Historique
La première campagne de construction date  du XVIe siècle : corps de logis principal, corps de logis est et grand corps de communs ; la deuxième campagne date du XVIIIe siècle : corps central entre les deux logis du XVIe siècle et remaniement du corps de logis principal ; la troisième campagne date du XIXe siècle : construction du petit corps abritant les communs.
Le manoir est inscrit à l'inventaire général du patrimoine culturel.